# Zip (azienda)
Zip è stata una compagnia aerea a basso costo canadese, con sede a Calgary mentre il l'hub principale è stato l'Aeroporto Internazionale di Calgary.

## Storia
Zip fu fondata nel 2002 da Air Canada e disponeva di una flotta composta da 12 Boeing 737-200. La società iniziò a volare nel mese di settembre principalmente tra le città di Abbotsford, Calgary, Edmonton, Vancouver, Saskatoon, Regina e Winnipeg in competizione con WestJet. I risultati non furono proprio entusiasmanti e le operazioni cessarono esattamente dopo due anni, nel settembre 2004, dopodiché Air Canada riprese direttamente i voli verso le citate città canadesi.

## Flotta

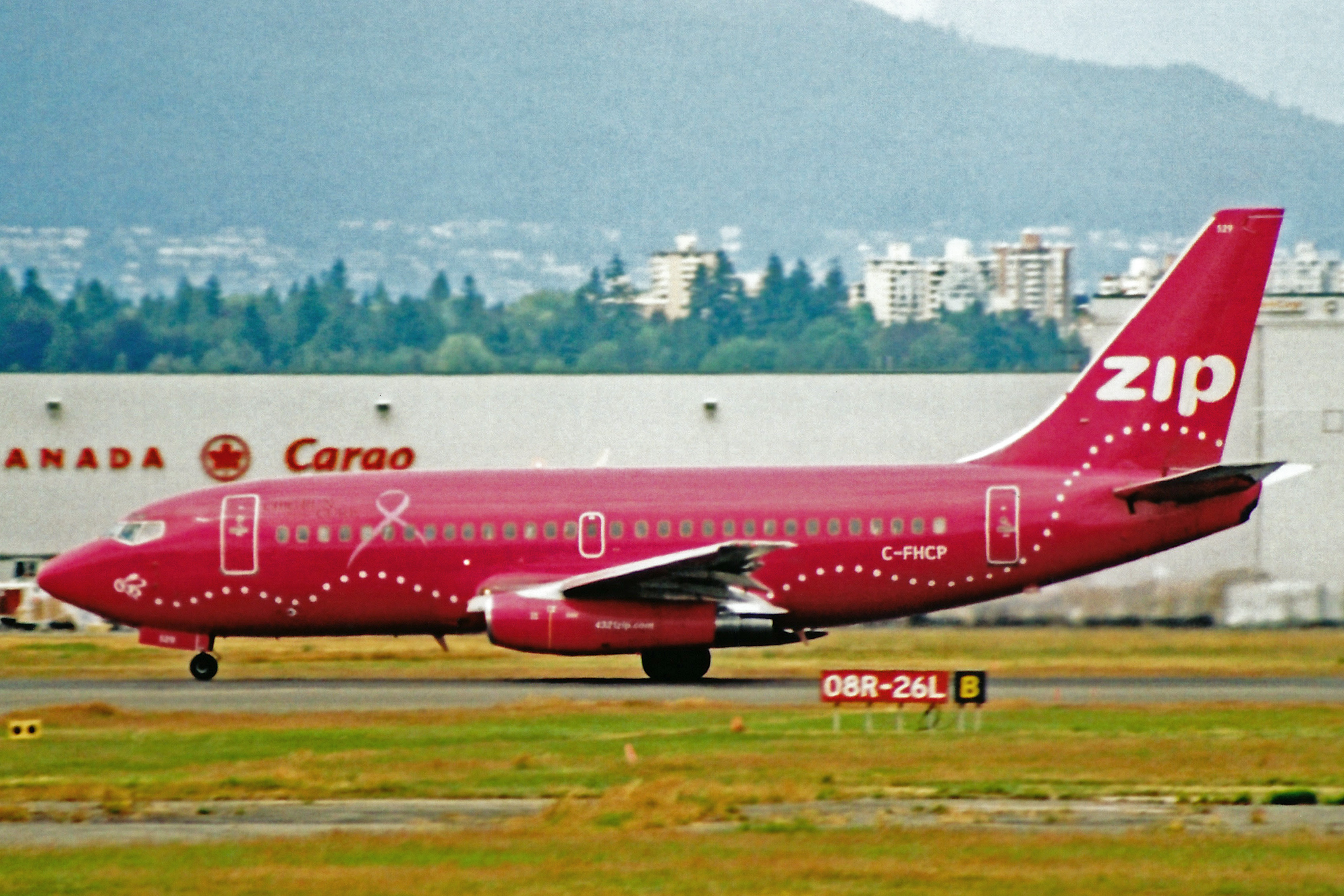
Un Boeing 737-200 di Zip.

Al gennaio 2004 la flotta Zip risultava composta dai seguenti aerei: